# Baliza no direccional

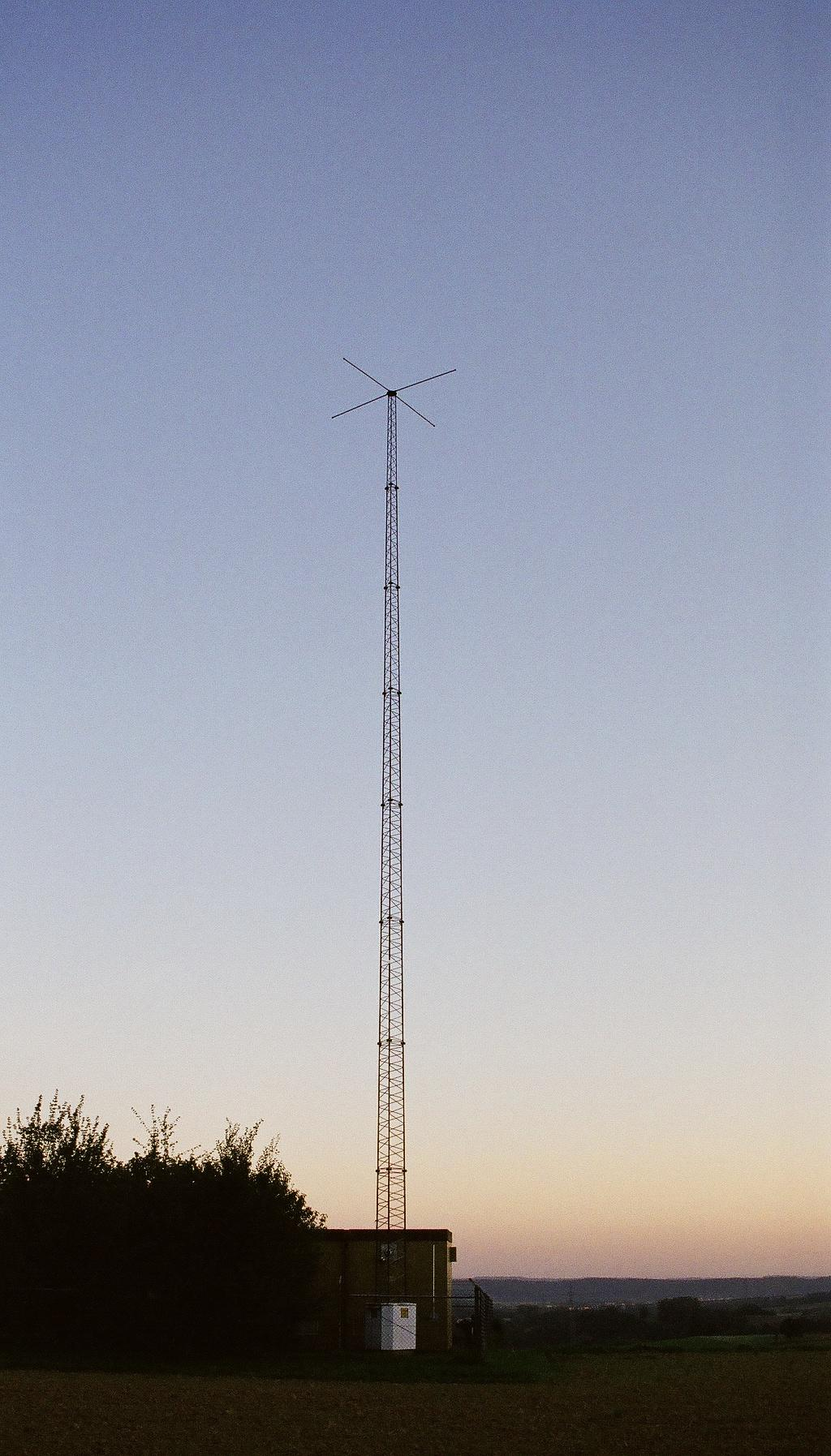
Torre de Radio NKR Leimen-Ochsenbach, Alemania

Símbolo de la Baliza No Direccional (NDB) en una carta de navegación aérea

Una baliza no direccional (en inglés non-directional beacon, o sus siglas NDB) es un radiotransmisor localizado en un lugar conocido, usado como una ayuda para la navegación aérea o marítima a modo de radiofaro. Como implica su nombre, la señal transmitida no incluye información direccional inherente, en contraste con otras ayudas de navegación como LFR, VOR y TACAN. Las señales de las NDB siguen la curvatura terrestre, de modo que pueden ser recibidas a distancias mucho más grandes a menores altitudes, una gran ventaja sobre el VOR. Sin embargo, las señales de las NDB son también más afectadas por las condiciones atmosféricas, terrenos montañosos, refracción costera y tormentas eléctricas, particularmente en grandes distancias.
Las NDBs usadas en aviación son estandarizadas por el Anexo 10 de las normas de la ICAO, que especifican que deben operar en una frecuencia entre 190 kHz y 1750 kHz, aunque normalmente todas las NDBs norteamericanas operan en frecuencias entre 190 kHz y 535 kHz. Cada NDB es identificada por un indicativo en código morse de una, dos o tres letras. En Canadá, las NDBs de propiedad privada se identifican con una letra y un número. Las NBR norteamericanas son clasificadas por potencia: con baja para una potencia nominal menor de 50 watts, mediana desde 50 W hasta 2000 W y alta por encima de los 2000 W.

## Equipo automático buscador de dirección

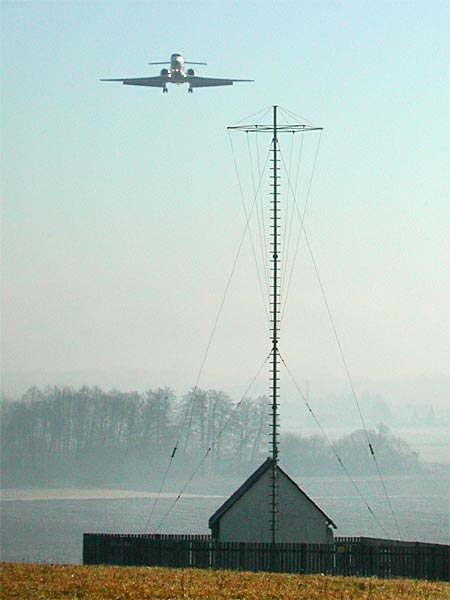
Aproximándose a Klagenfurt (LOWK) - Baliza no direccional (NDB) con indicativo KI transmitiendo en 313 kHz

Las NDBs consisten en dos partes: el equipo Automatic Direction Finder (ADF, por su siglas en idioma inglés) que está en la aeronave que detecta la señal de una NDB, y la NDB transmisora. El ADF también puede ubicar transmisores en la banda estándar de radiodifusión de amplitud modulada de onda media (530 kHz hasta 1700 kHz con incrementos de 10 kHz en las Américas, y desde 531 kHz hasta 1602  kHz con incrementos de 9 kHz en el resto del mundo).
El equipo ADF determina la dirección a la NDB transmisora con respecto a la aeronave, que puede ser mostrada en un indicador de dirección relativa. (RBI, por su siglas en idioma inglés). El indicador es una rosa de los vientos con una aguja superpuesta, excepto que la "rosa" se fija con la posición de 0 grados correspondiente a la línea central de la aeronave. A fin de rastrear un radiofaro NDB (sin viento) el avión se ubica de modo tal que la aguja apunta a la posición de 0 grados, y este volará directamente a la NDB. Del mismo modo, la aeronave se alejará de la NDB si la aguja se mantiene en la marca de 180 grados. Con un viento lateral, la aguja debe mantenerse a la izquierda o a la derecha de la posición de 0° o 180° en una cantidad correspondiente al desplazamiento debido al viento de costado.
La fórmula para determinar el rumbo de la brújula a una estación NDB (en una situación sin viento) es tomar la dirección relativa entre la aeronave y la estación, y añadir el rumbo magnético de la aeronave. Si la suma es mayor que 360 grados, entonces debe ser restado este exceso.
Cuando se hace seguimiento hacia o desde una estación NDB, también es habitual que la trayectoria de la aeronave siga un rumbo específico. Para ello es necesario relacionar la lectura del RBI con la dirección de la brújula de la aeronave. Habiéndose determinado la desviación, la aeronave debe volar de modo tal que la dirección de la brújula sea el rumbo requerido ajustado para la desviación, al mismo tiempo que la lectura del RBI es ajustada en 0° o 180° para esa desviación. Un radiofaro también se puede utilizar para localizar una posición a lo largo de la trayectoria de la aeronave. Cuando la aguja alcanza una lectura en el RBI correspondiente al rumbo requerido, la aeronave está en posición. Sin embargo, el uso de un RBI y una brújula independientes requiere de considerable cálculo mental para determinar la dirección relativa apropiada.
Para simplificar esta tarea, se añade al RBI una rosa de los vientos para formar un "indicador magnético de radio" (RMI). Seguidamente, la aguja del ADF hará referencia inmediatamente a la dirección de la aeronave, lo que reduce la necesidad de cálculo mental.
Los principios de los ADF no se limitan al uso con las NDBs; tales sistemas también se utilizan para detectar la ubicación de señales de radiodifusión para muchos otros fines, tales como la búsqueda de señales de emergencia.

## Usos de las balizas no-direccionales

### Rutas aéreas
Un rumbo es una línea que atraviesa la estación NDB y que apunta en una dirección específica, tal como 270° en el caso de la dirección oeste. Los rumbos de las NDBs proporcionan un método consistente para definir las rutas a través de las cuales puede volar una aeronave. De esta manera, las NDBs pueden, como las VOR, definir las "vías aéreas" en el cielo. Los aviones siguen estas rutas predefinidas para completar un plan de vuelo. Las rutas aéreas están numeradas y estandarizadas en las cartas de navegación aeronáutica; las vías aéreas trazadas en color se utilizan para las emisoras de frecuencia media, como las NDBs, cuyas vías se trazan en color marrón en las cartas seccionales. Las rutas aéreas en colores verde y rojo se trazan hacia el este y el oeste, mientras que el ámbar y el azul se usan para las vías aéreas que se trazan al norte y al sur. Los pilotos siguen estas rutas rastreando radiales a través de varias estaciones de navegación, y girando en alguna de ellas. Aunque la mayoría de las vías aéreas en los Estados Unidos se basan en los VOR, las vías mediante NDBs son comunes en otros lugares y en zonas poco pobladas, como el Ártico canadiense, ya que pueden tener un gran alcance y son mucho menos costosas de operar que las rutas de VOR.

### Posición

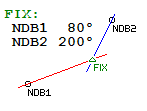
Diagrama de posición (fix) aeroespacial.

Las balizas no direccionales han sido utilizadas por los pilotos de aeronaves, y previamente por los marinos, para ayudar a obtener una revisión de su ubicación geográfica en la superficie de la Tierra. Las posiciones se calculan mediante la extensión de las líneas a través de conocidos puntos de referencia de navegación hasta que se cruzan. Para los puntos de referencia visuales, los ángulos de estas líneas se puede determinar mediante la brújula; los orientaciones de señales de radio NDB se encuentran utilizando el equipo RDF.
El trazado de posiciones, de esta manera, permite a las tripulaciones determinar su ubicación. Este uso es importante en situaciones donde otros equipos de navegación, tales como los VOR con equipo radiotelemétrico (DME), han fracasado. En la navegación marítima, los NDB aún pueden ser útiles en caso de fallar la recepción GPS.

### Determinación de la distancia desde una estación NDB
Para determinar la distancia en relación con una estación NDB, el piloto debe seguir estos pasos:
1. Gira la aeronave de modo que la estación esté directamente en una de las puntas de las alas.
2. Gira la nariz de la aeronave, calculando el tiempo {\displaystyle \scriptstyle T} que tarda en cruzar el número específico del rumbo hacia la NDB. Para el cálculo, usa la fórmula {\displaystyle \scriptstyle T=60*{N \over g}}, donde {\displaystyle \scriptstyle N} equivale a los minutos volados y {\displaystyle \scriptstyle g} a los grados de cambio de rumbo.
3. Usa la computadora de vuelo para hallar la distancia entre la aeronave y la estación (tiempo * velocidad = distancia).

### Pistas de aproximaciones a una NDB
Una pista equipada con estaciones NDB o VOR (o ambas) como ayuda para la aeronavegación se denomina pista de aproximación sin precisión; si está equipada con un sistema de aterrizaje instrumental se llama pista para aproximaciones de precisión.

### Sistemas de aterrizaje por instrumentos
Las balizas no direccionales son las más utilizadas como marcadores o "localizadores" para un sistema de aterrizaje por instrumentos de aproximación o enfoque estándar. La baliza puede designar el área de partida para una aproximación mediante un ILS o un camino a seguir para un procedimiento de ruta estándar de llegada a la terminal. En los Estados Unidos, una NDB se combina a menudo con una radiobaliza en la aproximación mediante ILS (llamado LOM; en Canadá, las balizas de baja potencia han reemplazado totalmente las radiobalizas marcadoras. Las radiobalizas en aproximaciones por ILS se están eliminando gradualmente en todo el mundo, reemplazadas por el equipo medidor de distancia empleado para delinear los diferentes segmentos de la aproximación.

## Detalles técnicos

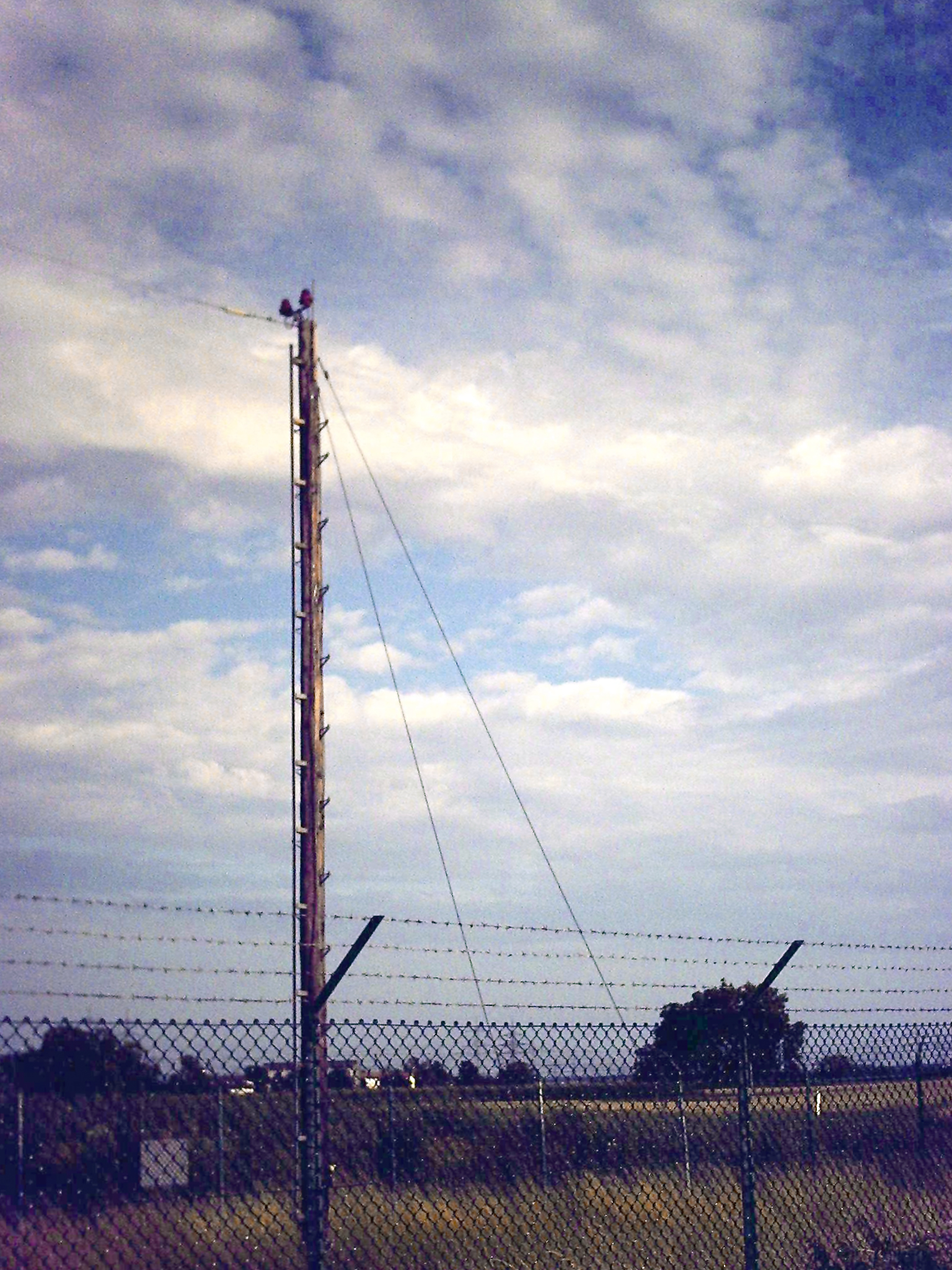
Uno de los postes de madera de una NDB en Plankstadt, Alemania.

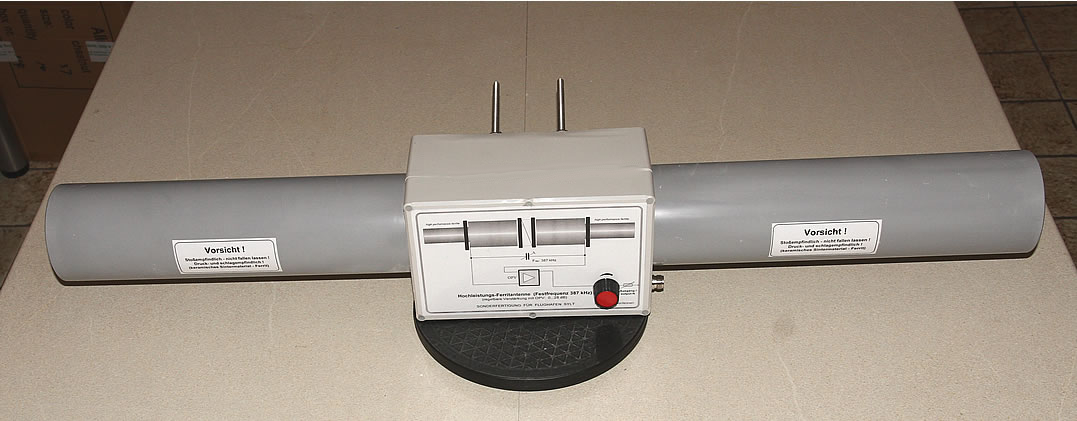
Antena de ferrita para baliza no direccional (NDB), frecuencias 255 - 580 kHz.

Las NDB funcionan típicamente en el intervalo de frecuencias comprendido entre 190 y 535 kHz (aunque se asignan frecuencias de 190 a 1750 kHz) y transmiten una señal portadora modulada por una señal de 400 o 1020 Hz. Las NDBs también puede colocarse con un equipo de medición de distancias en una instalación similar para los ILS como el marcador externo. Solo en este caso, funcionan como el marcador interno. Los propietarios de las NDBs son en su mayoría las agencias gubernamentales y las autoridades aeroportuarias.
Las antenas tienen, como parte de su composición, un segmento que consta de un inductor y un condensador en serie "sintonizado" con la frecuencia particular o frecuencias asignadas a esa antena. El segmento sintonizado de la NDB es parte de la propia antena. Lo que se considera como la parte vertical de la antena tiende a ser el pilar de soporte para el elemento capacitivo. A bajas frecuencias, la propia antena es capacitiva. A menudo hay un contrapeso (sistema de puesta a tierra), o sección inferior del condensador enterrado en el suelo debajo de la antena. La sección inductiva es la línea de alimentación y el elemento de antena vertical en sí mismo.

### Otra información transmitida por una NDB
Además de la identificación en código Morse, propia de las NDB, tanto en 400Hz como 1200Hz, éstas pueden transmitir las siguientes señales:
- Servicio Automático de Información de Terminal
- Servicio automático de información meteorológica (de la expresión inglesa Automatic Weather Information Service, abreviada AWIS), o, en un fallo de emergencia, es decir en una falla de comunicación aire-tierra-aire, un controlador aéreo usando la función Press-To-Talk (PTT, presione para hablar), puede modular la portadora con la voz. El piloto utiliza su receptor ADF para escuchar las instrucciones de la torre de control.
- Sistema de Observación Meteorológica Automatizada (de la expresión inglesa Automated Weather Observation System, abreviada AWOS).
- Sistema Automatizado de Observación de Superficie (ASOS)
- Información meteorológica para aeronaves en vuelo o VOLMET.
- Difusión Meteorológica transcrita (de la expresión inglesa Transcribed Weather Broadcast or TWEB).
- Monitoreo por BIP. Si una NDB tiene problemas, como por ejemplo, emitir en una potencia inferior a la normal, tiene fallas de alimentación de red o el transmisor de reserva está en funcionamiento, entonces puede ser programada para transmitir un 'BIP' extra (un punto Morse), para alertar a los pilotos y otros de que esa baliza puede ser poco fiable para la navegación.

## Efectos adversos comunes
La navegación mediante ADF para rastrear las NDBs está sujeta a varios efectos comunes, que pueden significar desviaciones de 3 a 5° Los principales errores son:
- Errores sistemáticos
  - Error instrumental: debido a problemas como paralaje y apreciación del instrumento de medida.
  - Error por presencia de la aeronave: debido a la naturaleza del metal que forma el cuerpo de la aeronave y que puede ser compensado en la fábrica.
- Errores variables
  - Efecto nocturno: Las ondas de radio reflejadas por la ionosfera pueden causar fluctuaciones de intensidad de señal 30 a 60 millas náuticas (54 a 108 km) desde el transmisor, especialmente justo antes del amanecer y justo después del atardecer, algo que es más común en frecuencias superiores a 350 kHz.
  - Efecto montaña: Los terrenos altos como montañas y acantilados pueden reflejar las ondas de radio, dando lecturas erróneas; los depósitos magnéticos también pueden causar lecturas erróneas.
  - Efecto tormenta: Las tormentas eléctricas, y algunas veces también la interferencia eléctrica (de una fuente basada en tierra o de una fuente dentro de la aeronave) pueden causar que la aguja del ADF se desvíe hacia tales tormentas, confundiéndolas con NDBs.
  - Efecto de línea de costa: Es causado por la diferente conductividad entre la corteza terrestre y el agua, lo que hace que la señal se refracte al pasar por la costa y genere lecturas erradas.
  - Efecto o error de profundidad: cuando el avión es inclinado para hacer un viraje, la lectura del ADF no es confiable, y solo se podrá tomar la lectura cuando se haya establecido el vuelo en línea recta y a nivel.

Aunque los pilotos estudian estos efectos durante su entrenamiento inicial, intentar compensarlos en vuelo es muy difícil. En cambio, los pilotos, en general, solo tienen que elegir una dirección para navegar que parezca promediar las fluctuaciones.
Las radio-ayudas para la navegación deben mantener un cierto grado de exactitud, teniendo en cuenta los estándares internacionales. Para garantizar esto, las organizaciones de inspección en vuelo revisan periódicamente los parámetros críticos con aeronaves debidamente equipadas para calibrar y certificar la precisión de las NDBs.